# Jeff Roberson
Jeffrey Lynn "Jeff" Roberson, Jr. (Houston, Texas, 20 de agosto de 1996) es un baloncestista estadounidense que pertenece a la plantilla del Strasbourg IG de la LNB Pro A. Con 1,98 metros de estatura, juega en la posición de alero.

## Trayectoria deportiva

### Universidad
Jugó cuatro temporadas con los Commodores de la Universidad Vanderbilt, en las que promedió 10,4 puntos, 5,7 rebotes y 1,4 asistencias por partido. En su última temporada fue incluido por los entrenadores en el segundo mejor quinteto de la Southeastern Conference.

### Profesional
Tras no ser elegido en el Draft de la NBA de 2018, disputó las Ligas de Verano de la NBA con los Golden State Warriors, jugando cinco partidos en los que promedió 1,6 puntos y 1,4 rebotes. En el mes de septiembre firmó con los Boston Celtics para disputar la pretemporada, pero tras dos partidos disputados, en los que promedió 4,0 puntos, fue despedido. En octubre los Maine Red Claws de la G League anunciaron que contaban con Roberson  como jugador afiliado.
En la temporada 2021-22, firma por el BG 74 Göttingen de la Basketball Bundesliga.
En la temporada 2023-24, firma por el MHP Riesen Ludwigsburg de la Basketball Bundesliga.